# 219067 Bossuet
219067 Bossuet è un asteroide della fascia principale. Scoperto nel 1997, presenta un'orbita caratterizzata da un semiasse maggiore pari a 2,3605438 UA e da un'eccentricità di 0,1865211, inclinata di 2,38038° rispetto all'eclittica.